# ماجیک (رمزنگاری)

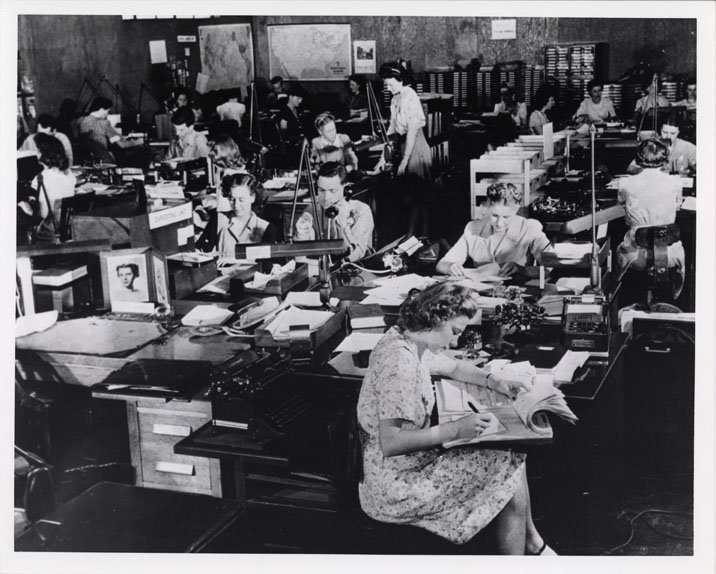
نمایی از تیم رمز نگاری سرویس جاسوسی در جنگ جهانی دوم

ماجیک (انگلیسی: Magic) یک پروژه تحلیل رمز متفقین در طول جنگ جهانی دوم بود. این سرویس شامل سرویس جاسوسی سیگنال نیروی زمینی ایالات متحده آمریکا و واحد ویژه دریایی نیروی دریایی ایالات متحده آمریکا بود.

## کد شکن
جادو برای ترکیب توانایی‌های رمزنگاری دولت ایالات متحده در سازمانی موسوم به دفتر تحقیق ایجاد شد. افسران اطلاعاتی ارتش و نیروی دریایی (و بعداً کارشناسان و تکنسین‌های غیرنظامی) همه زیر یک سقف بودند. اگرچه آنها روی مجموعه ای از رمزها کار می‌کردند، اما مهمترین موفقیت‌های آنها شامل رمزشکنی رمز قرمز، رمز آبی و رمز بنفش بود. تحلیلگران رمزنگاری، پس از ۱۸ ماه تجزیه و تحلیل، سرانجام رمز بنفش را شکستند. برخی معتقدند این بزرگترین شاهکار در تاریخ رمزنگاری است.
ژاپنی‌ها همچنین از «سیستم رمز کورال» کدهای نیروی دریایی ژاپن و جاده (دستگاه رمزگذاری) نیز استفاده می‌کردند. تقریباً همه الگوهای رمزنگاری ژاپنی در طول جنگ توسط نیروهای متفقین رمزگشایی شد. 